# 华彩背叶虫
华彩背叶虫（学名：Notophyllum splendens）为叶须虫科背叶虫属的动物。分布于日本、阿拉斯加、澳大利亚、新西兰、菲律宾群岛、斯里兰卡、红海、南非，包括黄海、东海、南海等海域。